# Jotunheimen
Se Jotunheim för den mytologiska platsen. För nationalparken, se Jotunheimens nationalpark.

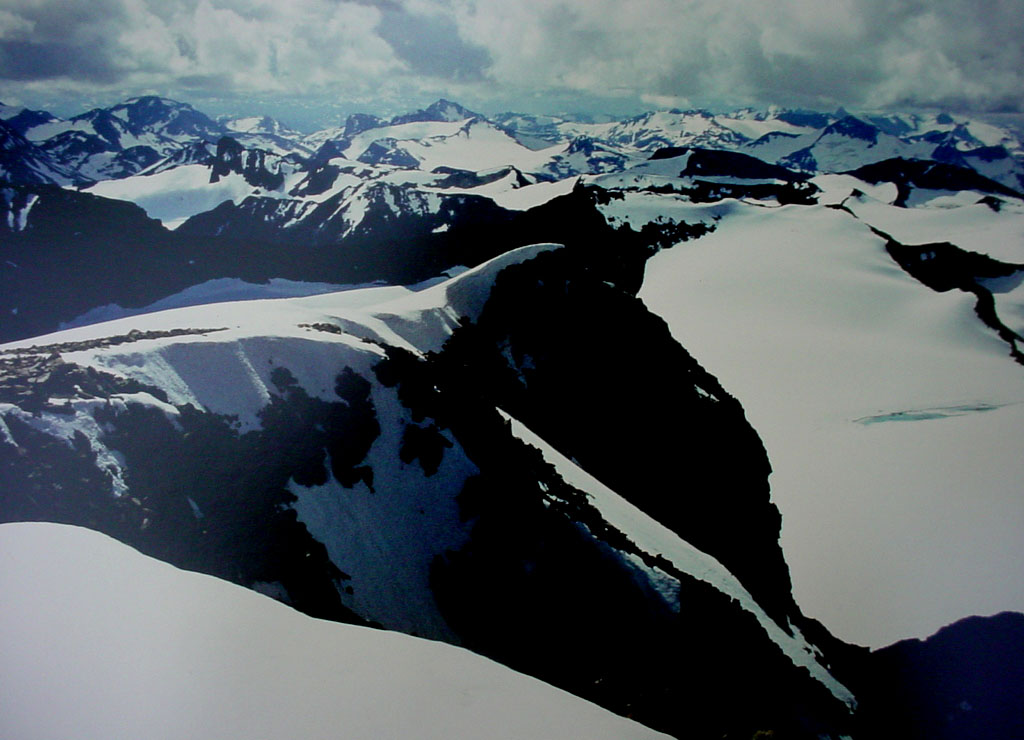
Utsikt från Galdhøpiggen, Norges högsta berg.

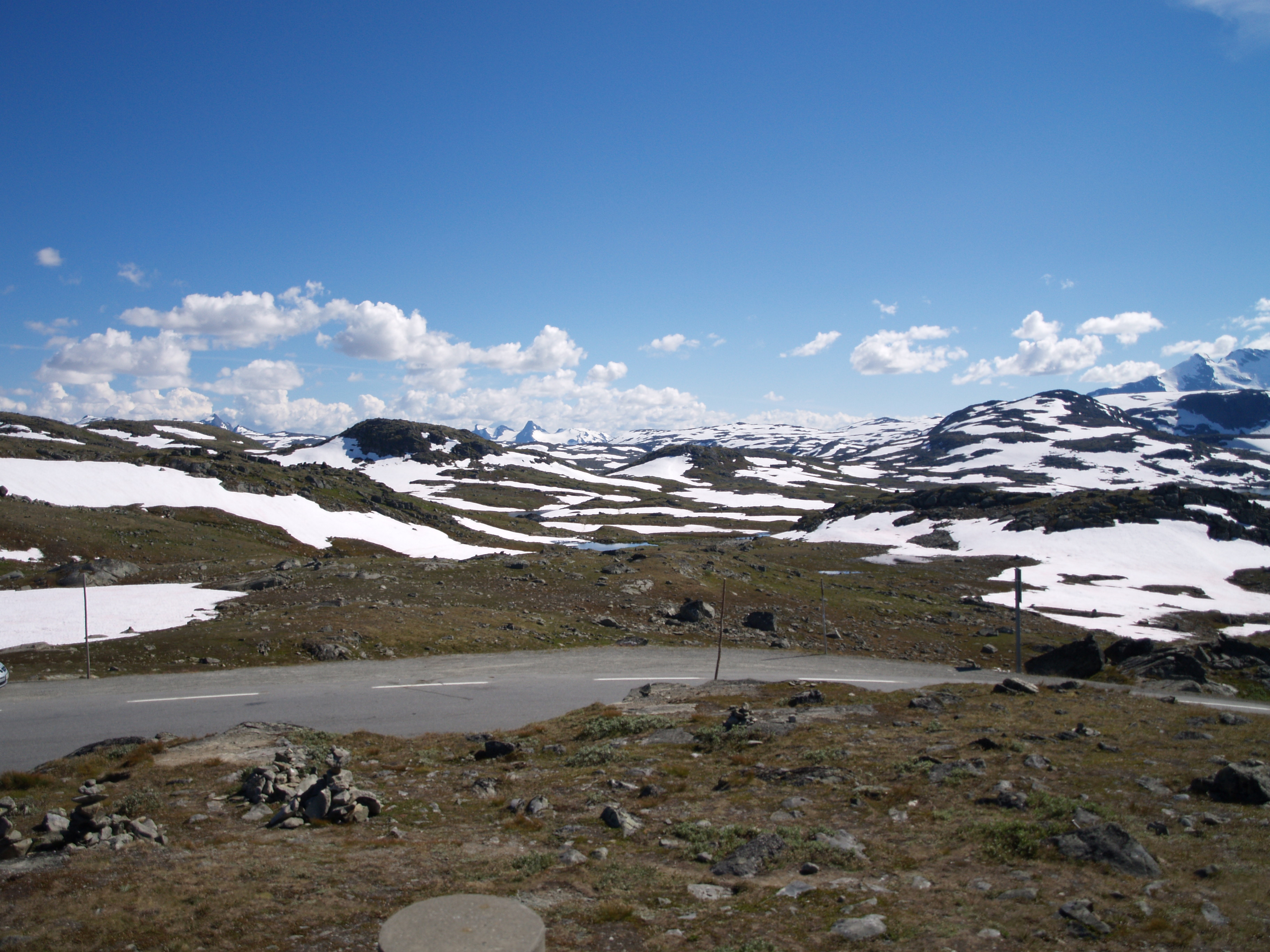
Utsikt över Jotunheimen med Fylkesvei 55 i förgrunden. Trästavarna längs vägkanten underlättar snöröjning vintertid.

Jotunheimen (uttal: /'ju:tʉnhɛimən/; "Jättarnas hem", är ett högfjällsområde i Norge, omfattande cirka 3 500 kvadratkilometer. Här finns några av Norges och norra Europas högsta berg, bland andra Galdhøpiggen (2 469 meter över havet) och Glittertind (2 452 meter över havet) som är Skandinaviens två högsta berg. Jotunheimen är ett av Norges mest besökta turistområden. År 1980 avsattes 1 151 km² av området som Jotunheimens nationalpark.

## Geologi och geografi
Berggrunden i området består mestadels av bergarten gabbro, vilken är motståndskraftig mot erosion. Totalt innehåller Jotunheimen mer än 240 toppar på över 2 000 meter över havet. Här finns ett antal glaciärer, och de södra och östra delarna av området är rika på sjöar.
Högfjällsområdet ligger i fylkena Oppland och Sogn og Fjordane, mellan Sognefjellet i väster, Valdres i söder, Ottadalen i norr och Sjodalen (eller Gudbrandsdalen) i öster. De fyra kommuner som delar på Jotunheimen är Loms kommun, Vågå kommun, Vangs kommun och Øystre Slidre kommun.

## Jotunheimen som vandringsområde
Jotunheimen är ett populärt vandringsområde. Sammanlagt finns ett 40-tal stugor för övernattning och runt 400 km märkta leder. Den mest populära leden i Jotunheimen är turen över Besseggen, som går mellan de båda sjöarna Gjende och Bessvatnet. En annan populär tur är att vandra från Spiterstulen och upp på Galdhøpiggen. Väl uppe på toppen kan man köpa sig en fika i toppstugan.

## Etymologi
Namnet Jotunheimen är från 1800-talet. Den förste som använde sig av namnet på fjällområdet var Aasmund Olavsson Vinje i boken Fjöllstaven min från 1861. Ordet kommer från Jotunheim som var jättarnas boning i fornnordisk mytologi.